# Clarus von Vienne

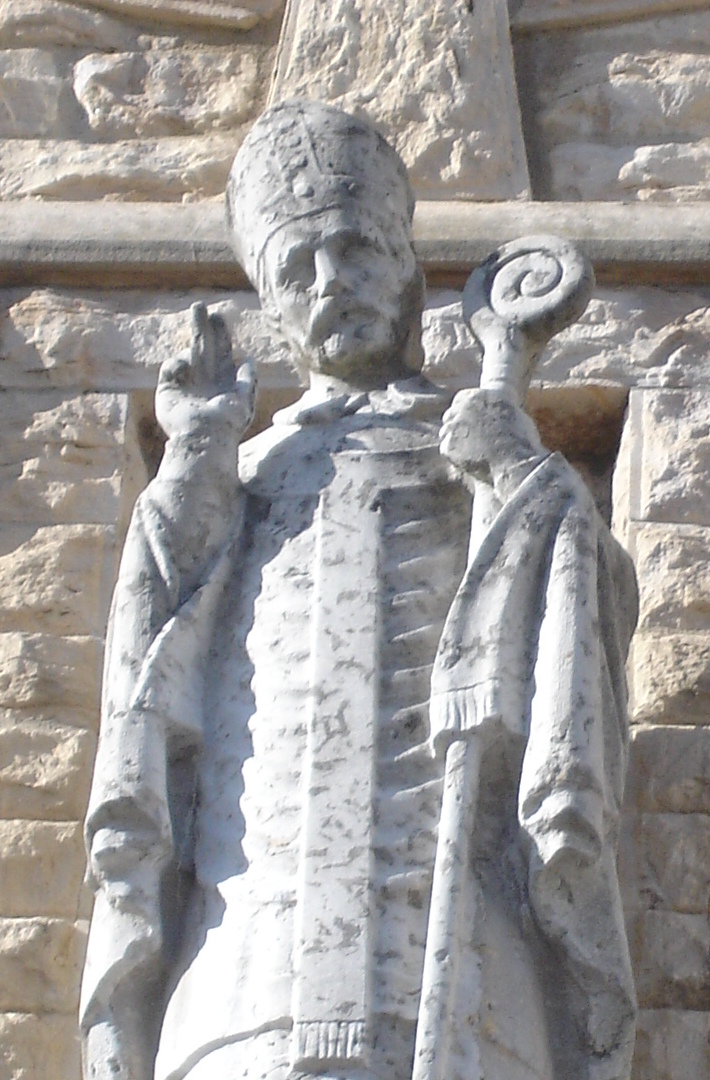
Clarus von Vienne

Clarus von Vienne, auch Clair du Dauphiné, (* um 590 in Saint Clair; † 1. Januar 660 in Vienne, Dauphiné, Frankreich) war Abt des Benediktinerklosters Saint Marcel bei Vienne.

## Vita
Über das Leben des Clarus von Vienne ist nicht viel bekannt, sein Geburtsort südlich von Vienne wurde später nach ihm benannt. Er trat in die blühende Benediktinerabtei Saint-Ferréol-Trente-Pas ein, in der damals etwa 400 Mönche lebten. Ab 620 ist er als Abt des kleinen Benediktinerklosters Saint Marcel in Vienne nachgewiesen. Er war auch für den Witwenkonvent Sainte Blandine, genannt nach der Schutzheiligen von Vienne, Blandina, zuständig. Ihm wurden die Gabe der Prophetie und zahlreiche Wunderheilungen zugeschrieben. Clarus starb am 1. Januar 660 im „Ruf der Heiligkeit“ und wurde in Sainte Blandine beigesetzt. Später wurden seine Gebeine in die Kirche Saint Pierre in Vienne übertragen (Reliquientranslation). Sein dortiges Grab wurde in den Hugenottenkriegen (1562) durch François de Beaumont, Baron des Adrets zerstört, seine Reliquien gingen verloren. 

## Verehrung
Clarus wird in Frankreich viel verehrt; er gilt als Schutzpatron bei Krankheiten, insbesondere Augenkrankheiten, sowie der Holzwarenhändler und der Schneider. Mehrere Orte und Kirchen tragen seinen Namen. Papst Pius X. sprach ihn im Jahr 1907 selig; sein Gedenktag in der Liturgie ist der 1. Januar.

## Verwechslung
In Frankreich gibt es mehrere Heilige mit dem Namen Clarus bzw. Clair.